# 双寨站
双寨站位于青海省湟中县双寨，是青藏铁路的一座车站，距离西宁站24公里，于1960年启用，现由青藏铁路公司营运。车站现为四等站，承担货运业务。